# كاني غوز
كاني غوز هي قرية في مقاطعة سردشت، إيران. يقدر عدد سكانها بـ 35 نسمة بحسب إحصاء 2016.